# Франко, Хуан Педро
Франко Хуан Педро — один из самых тяжёлых людей в мире. На момент взвешивания 2016 года он весил 595 кг.
Родился в 1985 году в селе Агуаскальентес, Мексика. По последним данным (2019), он похудел на 345 килограммов и имеет около 90 килограммов лишней кожи.
Проблемы с ожирением у Франко появились с рождения. Согласно неким данным, уже в возрасте 6 лет он весил 64 килограмма. А в возрасте 17 лет он весил 229 килограммов.
Также Франко хочет поставить новый рекорд, а именно, стать человеком, сбросившим наивысшее кол-во лишнего веса, также скинув с рекорда Джона Брауэра с 419 сброшенными килограммами.
Так же он пережил уже 2 операции по уменьшению желудка и может самостоятельно ходить с тростью. «Иметь возможность самостоятельно встать с постели, сходить за стаканом воды и дойти до туалета — это великолепное чувство», — отметил мексиканец.